# ییندریخ پارما
ییندریخ پارما (چکی: Jindřich Parma؛ زادهٔ ۱۴ سپتامبر ۱۹۵۲) یک آهنگساز اهل جمهوری چک است.
او دانش‌آموختهٔ «کنسرواتوار دولتی موسیقی پراگ» در رشته موسیقی و نوازندگی ترومپت است و مدتی با «ارکستر کارل واگنر» همکاری نزدیک داشت.